# 14e corps d'armée (États-Unis)
Pour les articles homonymes, voir 14e corps d'armée.
Le XIVe corps est un corps d'armée de l'US Army créé le 1er octobre 1933 au sein de la Réserve Organisée. Le XIVe corps est transformé en unité d'active le 19 décembre 1942. Sous le commandement du Lieutenant-général (Major-général à cette date) Alexander M. Patch, le XIVe Corps d'armée dirigea les unités suivantes à diverses périodes de son existence et au cours de différentes opérations :
- la 23e division d'Infanterie "Americal Division"
- la 25e division d'infanterie "Tropic Lightning"
- la 2e division des Marines
- le 147e régiment d'infanterie séparé au cours de la dernière phase des combats pour expulser les japonais de Guadalcanal au début du mois de février 1943.
- la 37e division d'infanterie "Buckeye Division"
- la 40e division d'infanterie "Sunshine Division"